# Ouvrage d'assemblage
Pour les articles homonymes, voir Assemblage.
En menuiserie, un ouvrage d'assemblage désigne toute menuiserie composée de plusieurs pièces assemblées à tenons et mortaises, et qui renferment des panneaux qui y sont embrevés.
Parmi ceux-ci une boiserie est un ouvrage formé de bâtis, panneaux, plinthes et cimaises, pour revêtir les murs lambris. Le lambris est un ouvrage d'assemblage.